# 寺田とものり
寺田 とものり（てらだ とものり）は日本のライトノベル作家である。『超鋼女セーラ』を手掛ける。TEAS事務所 のメンバーC-SHOWとの漫画原作も行っている。一連の漫画作品は自身の手掛けた『番長学園』の世界観と同一としている。

## 作品リスト
TRPG
- 番長学園シリーズ

小説
- 超鋼女セーラシリーズ（HJ文庫/ホビージャパン）
- 魔人探偵　夜凪砂傷那（朝日ノベルス/朝日新聞社）
- エンジェルスリンガー（ファンタジーの森/プランニングハウス）
- サモンナイト　クラフトソード物語〜わたしたちの海上都市〜（JUMP j BOOKS/集英社）
- 翠竜のティリストリ（LINE文庫エッジ/LINE）

ゲームテキスト
- サモンナイト（バンプレスト）
- サモンナイト3（バンプレスト）
- グランディア（セガサターン/ゲームアーツ）